# 31503 Jessicahong
31503 Jessicahong è un asteroide della fascia principale. Scoperto nel 1999, presenta un'orbita caratterizzata da un semiasse maggiore pari a 2,5386767 UA e da un'eccentricità di 0,1896813, inclinata di 5,65172° rispetto all'eclittica.